# Valencia (Colombia)
Valencia è un comune della Colombia facente parte del dipartimento di Córdoba.
Il centro abitato venne fondato da Catalino Gulfo, Ambrosio Ibarra, Leovigildo Caro, Daniel Berrio e Juan Felipe Hernandes nel 1917, mentre l'istituzione del comune è del 1931.